# Madīnat al-Zahrā

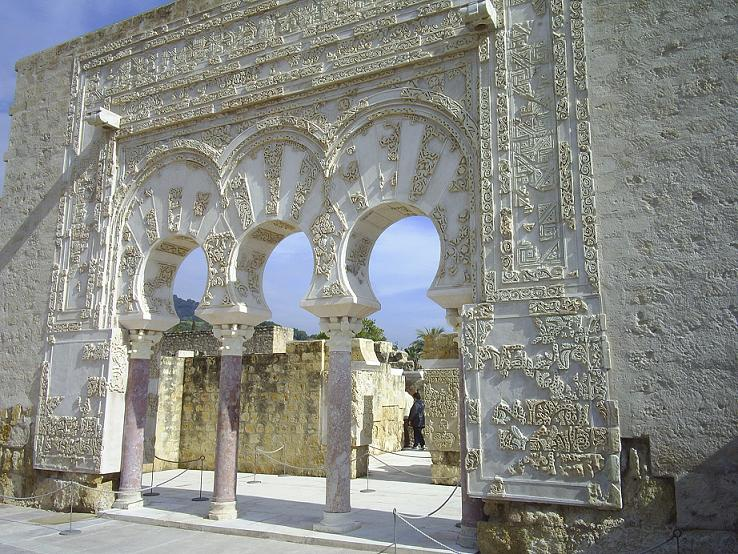
Porta del Primer Ministre

Madínat az-Zahrà (àrab: مدينة الزهراء, Madīnat az-Zahrāʾ, ‘la ciutat d'az-Zahrà’) fou una ciutat de l'Àndalus, designada com a Patrimoni de la Humanitat per la UNESCO l'any 2018.

## Història
Construïda el 936 pel califa Abd-ar-Rahman III a 8 km als afores de la ciutat de Còrdova, en direcció oest als darrers contraforts de la serra Morena, al vessant del Jàbal al-Arús, o muntanya de la Casada o serra de la Núvia, enfront de la vall del Guadalquivir, i orientada de nord a sud sobre un replà de la serra. az-Zahrà era la dona preferida del califa, i el nom de la ciutat estaria dedicat a ella, però també és possible que el nom vulgui dir ‘la ciutat de l'esplendor’, ja que az-Zahrà es pot traduir també per ‘brillant’.
Fou destruïda el 1010 durant la guerra civil que va posar final al califat de Còrdova quan es va revoltar Muhàmmad II al-Mahdí contra el hàjib Abd-ar-Rahman Sanxuelo i va usurpar el califat en perjudici d'Hixam II.
La ciutat va desaparèixer i els mateixos historiadors musulmans en donen pocs detalls. Al cap d'una generació, ni tan sols se'n coneixia l'emplaçament. Però donen prou detalls per situar-la quan parlen del lloc de Xabular o Rambla (‘terreny arenós'), que subsisteix en el Cortijo del Arenal, dins del qual hi ha el Pago de la Tejavana, on es reconeix com el lloc on va estar situada, però en queden molt pocs vestigis i resulta que la construcció fou feta amb materials de qualitat mitjana o baixa. Els palaus, això no obstant, són descrits amb boniques corbes de marbre esculpits amb forma de sarcòfags romans com a fonts, i alguns exemples es conserven als museus. El palau de Munyat al-Amiriyya era en aquest complex.
El 2010 tenia 185.542 visitants.

## Principals monuments
- La porta Nord (a la muralla del nord)
- La casa Militar (Dar al-Jund)
- El Gran pòrtic, la zona més noble
- Saló Ric, l'element principal de la ciutat tant per qualitat com per importància històrica; era el saló de les grans cerimònies i del tron. Rep el nom per la sumptuositat de la decoració. Es va construir en tres anys i està format per una sèrie de sales compartimentades i amb arcades.
- Mesquita aljama, amb els jardins laterals, forma el centre del conjunt
- La casa del Safareig (o habitatge del Safareig), possible casa de l'hereu, situada al costat de la casa de Jàfar
- La casa de Jàfar (Dar Jàfar), que porta el nom per Jàfar ibn Abd-ar-Rahman, hàjib el 961.
- La casa Reial, residència d'Abd-ar-Rahman III

## Galeria d'imatges

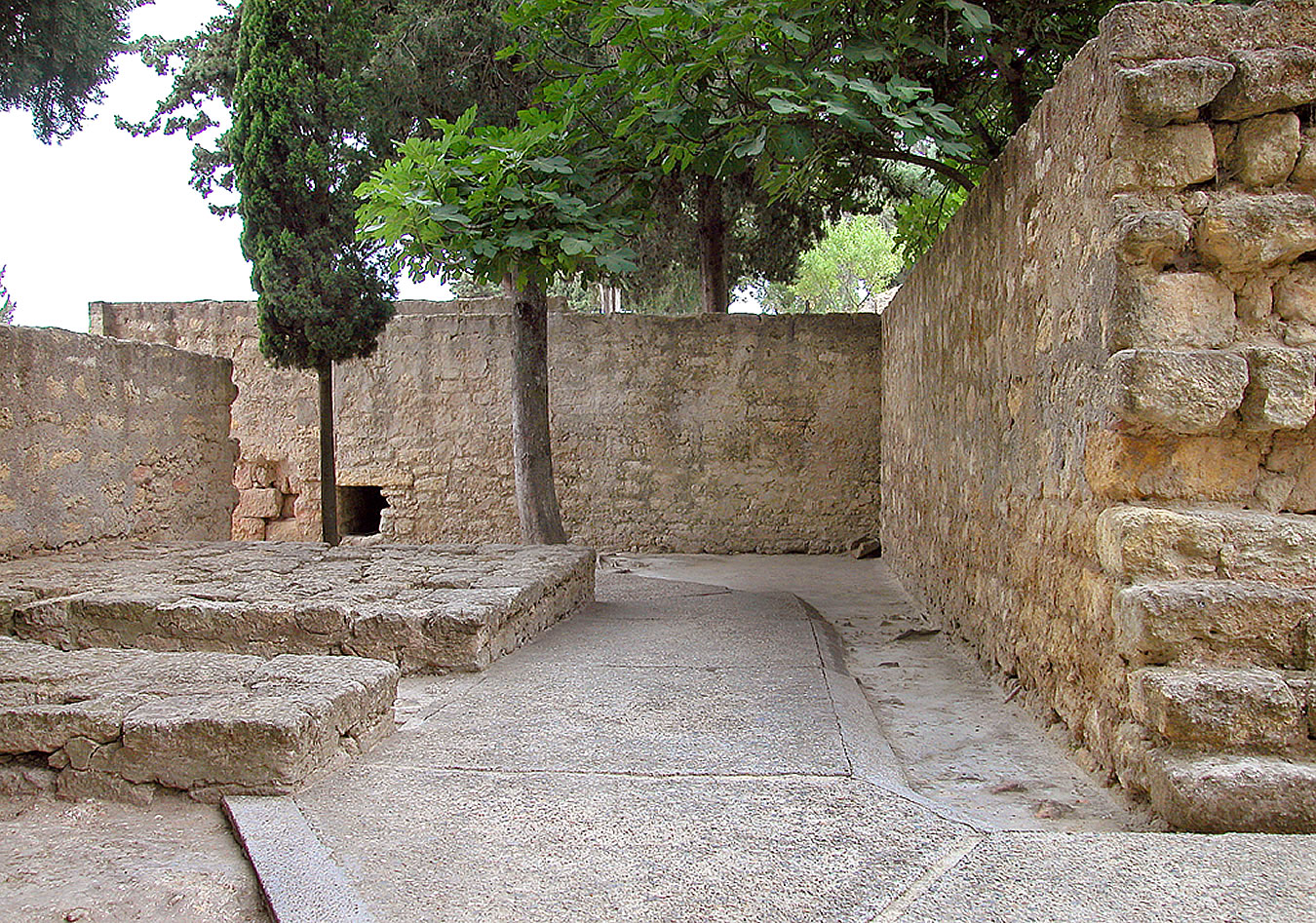
La Porta Nord
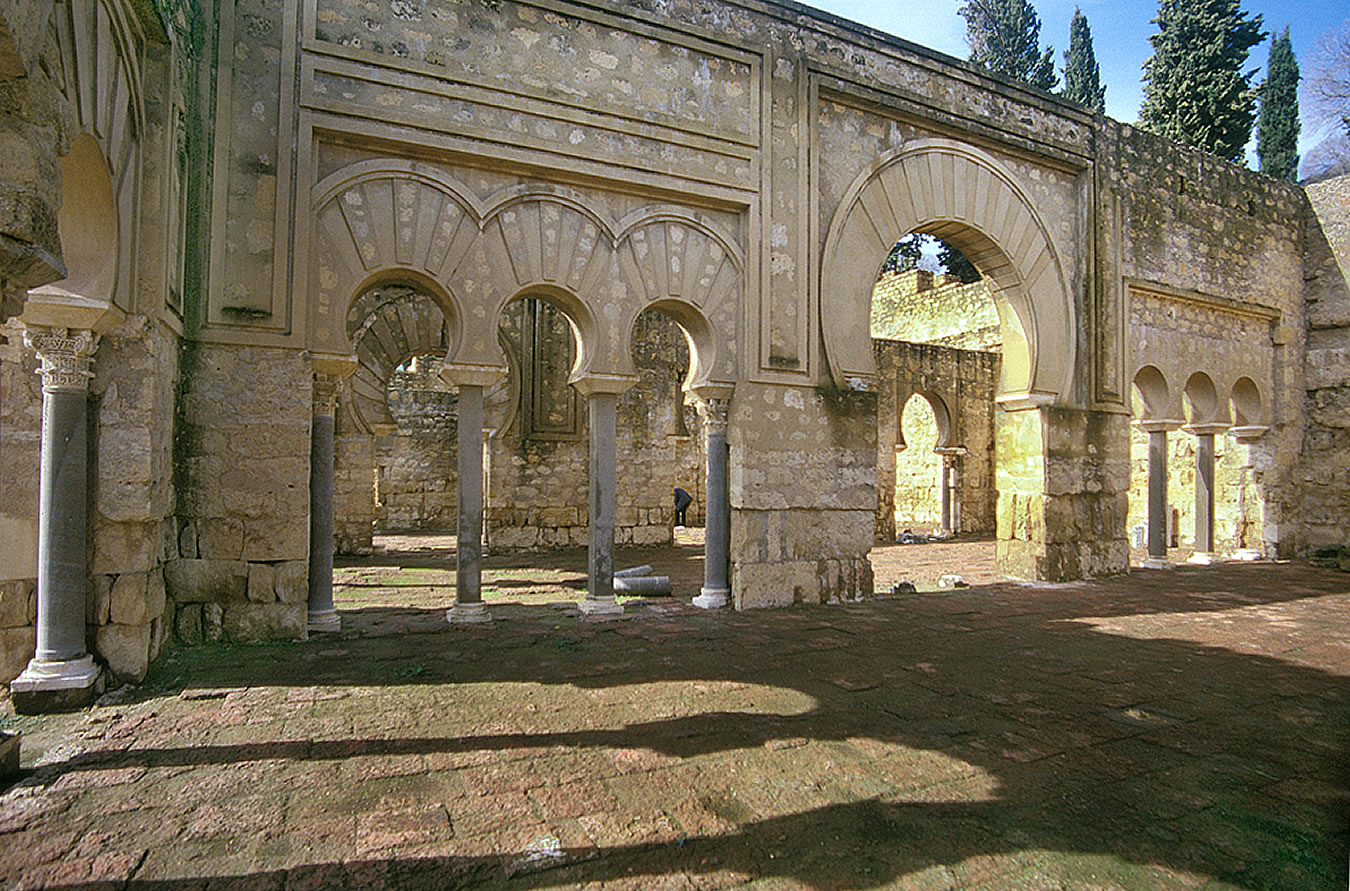
La casa Militar
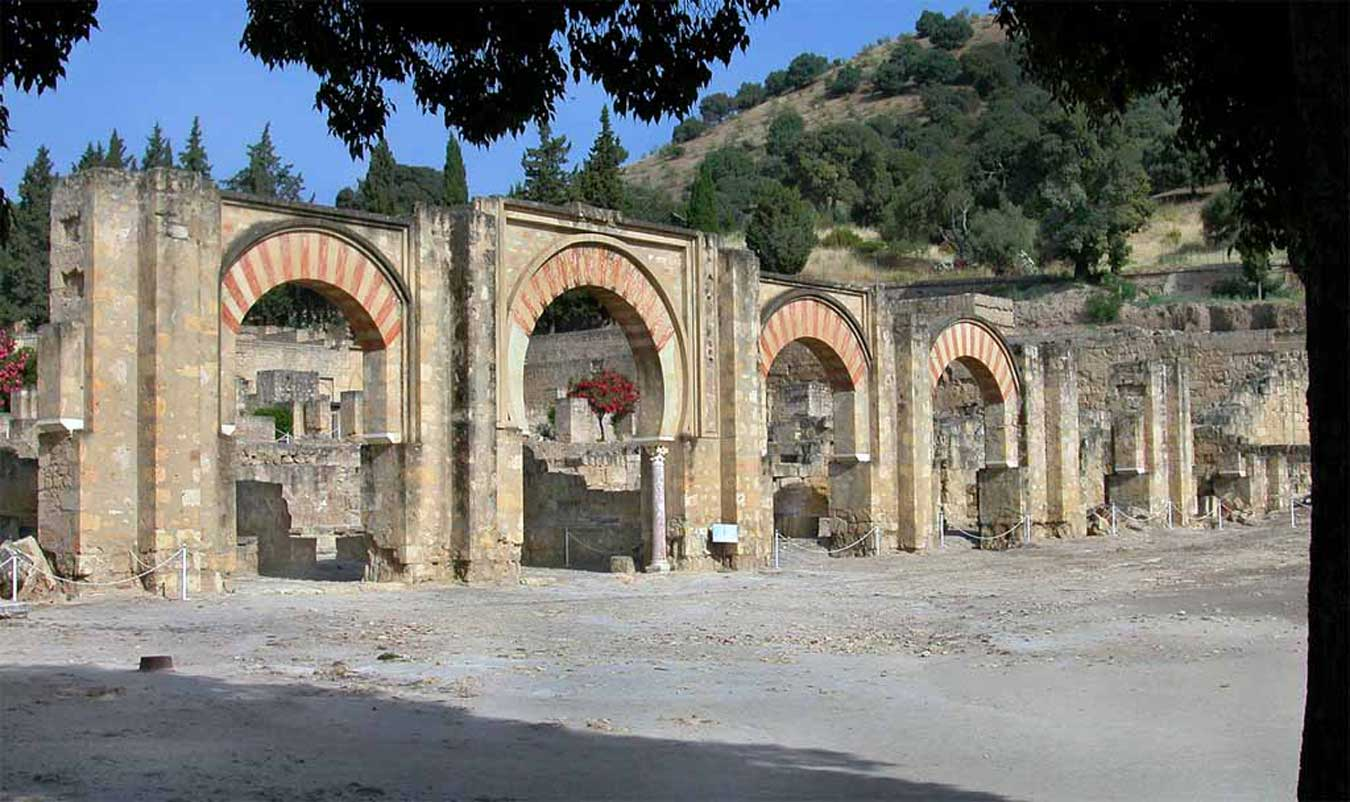
El Gran pòrtic
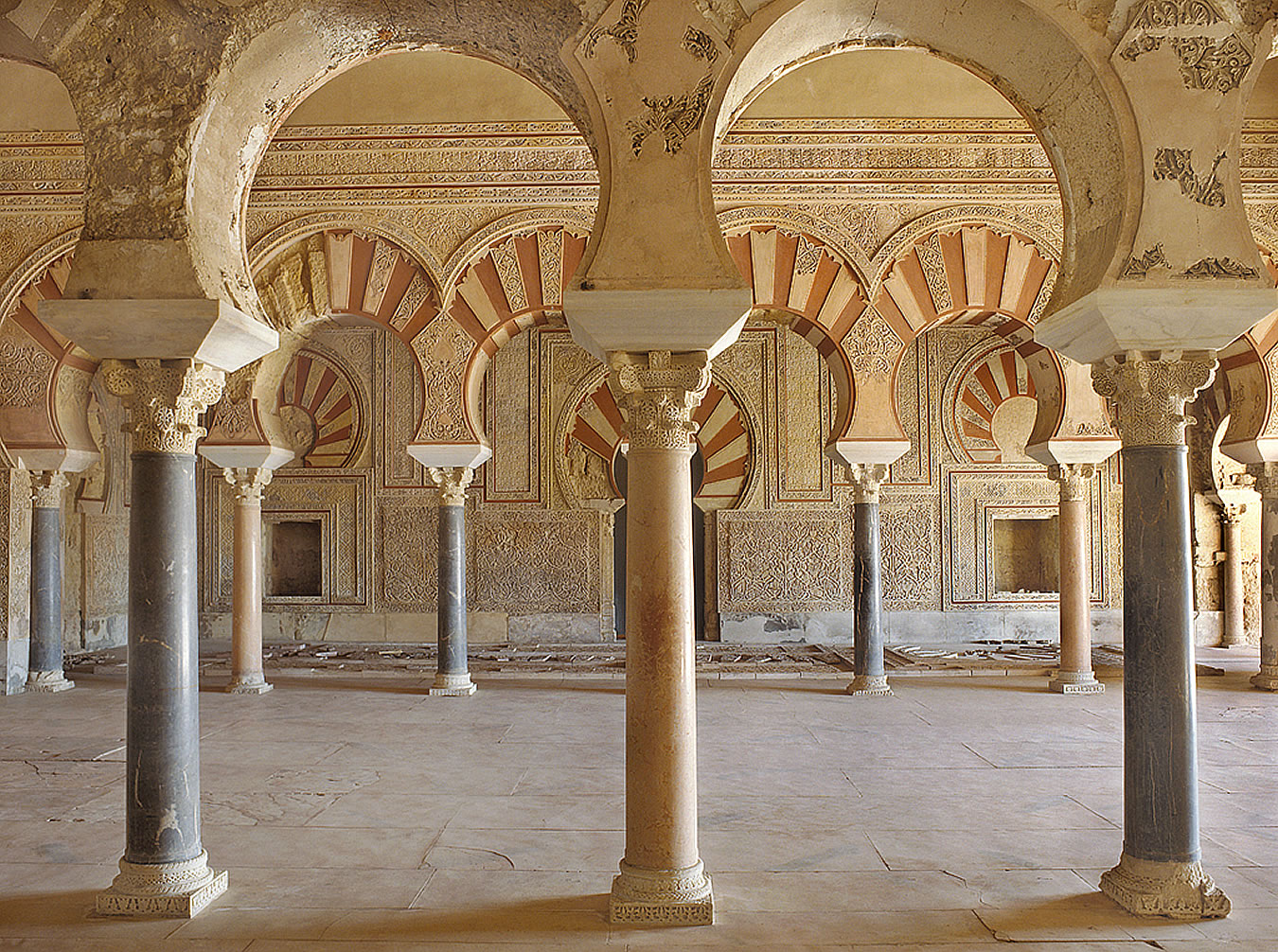
Saló Ric
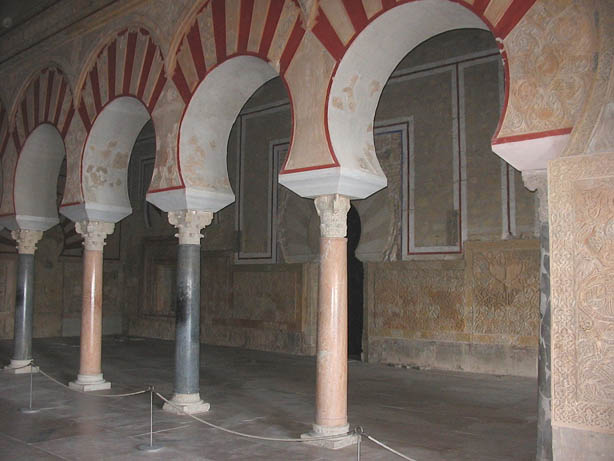
Saló Ric
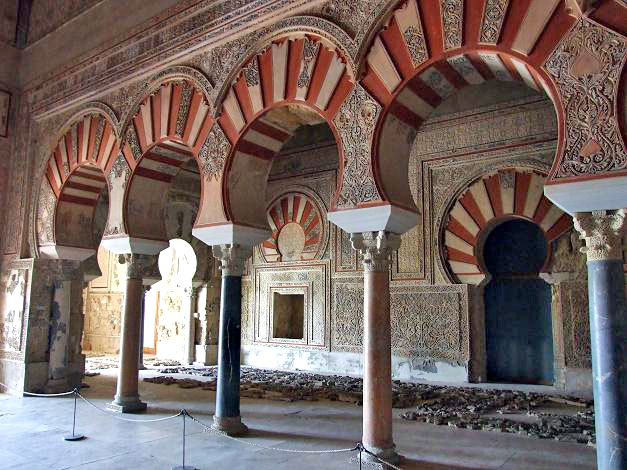
Saló Ric
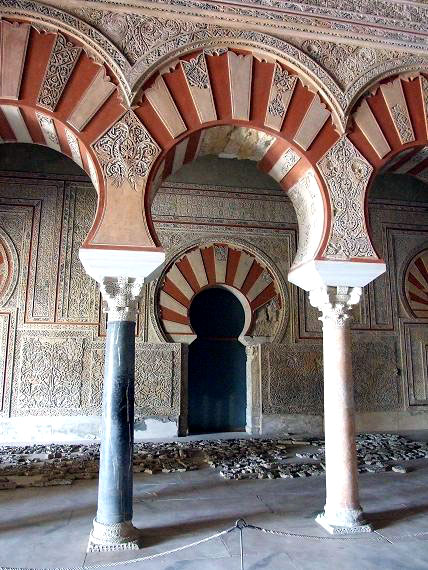
Saló Ric
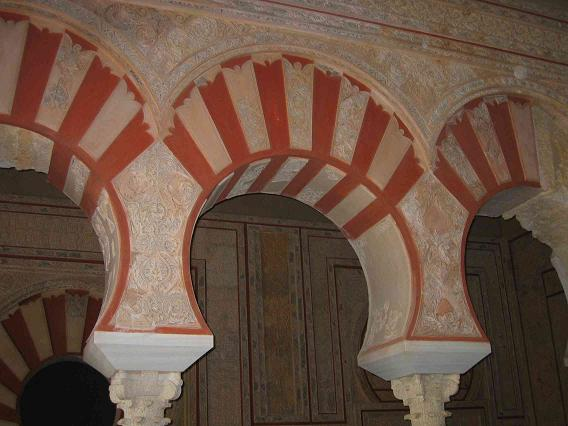
Saló Ric
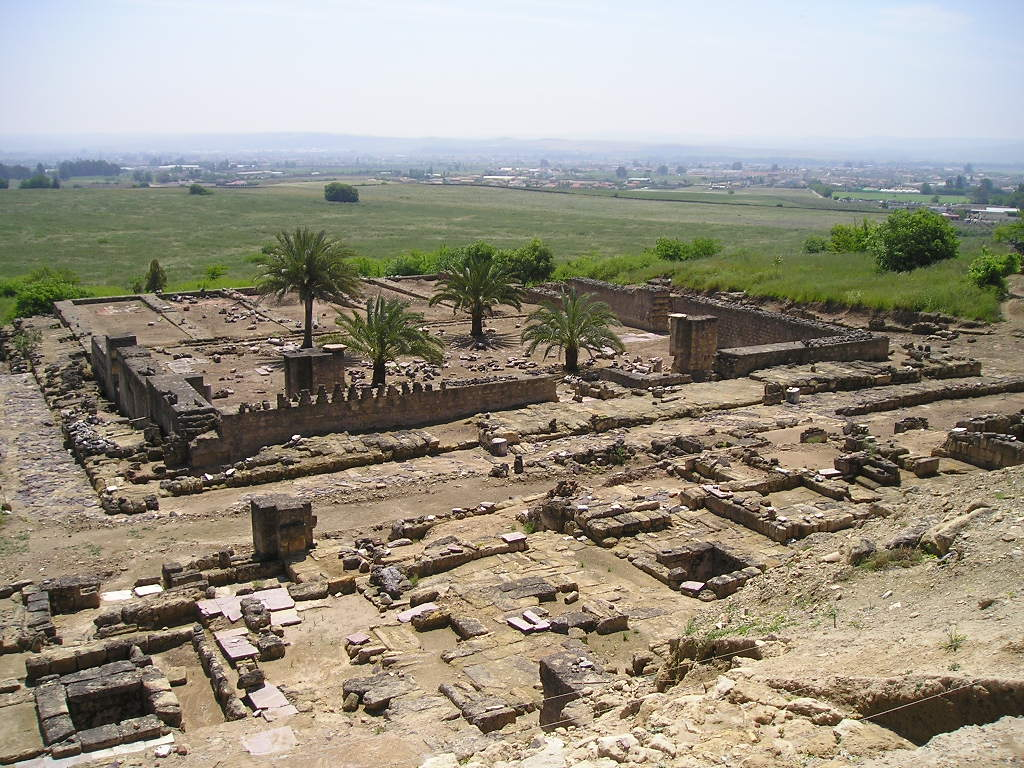
Mesquita Aljama
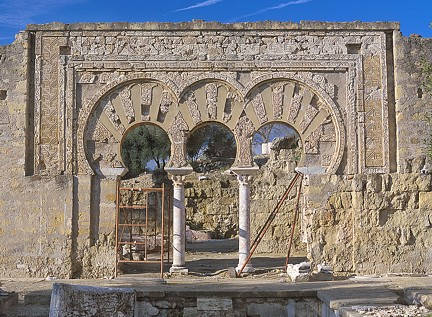
La casa del Safareig
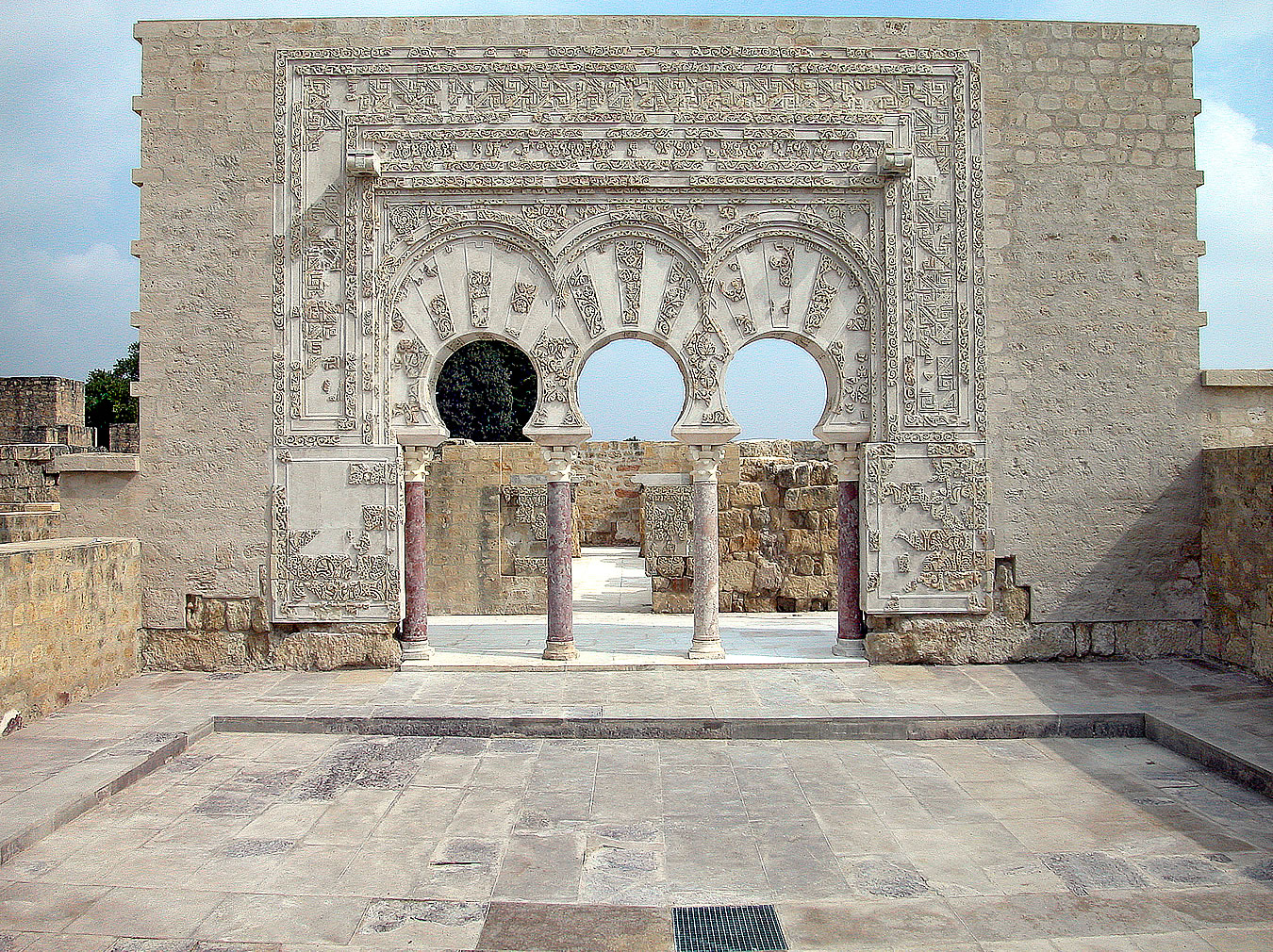
La casa de Djafar
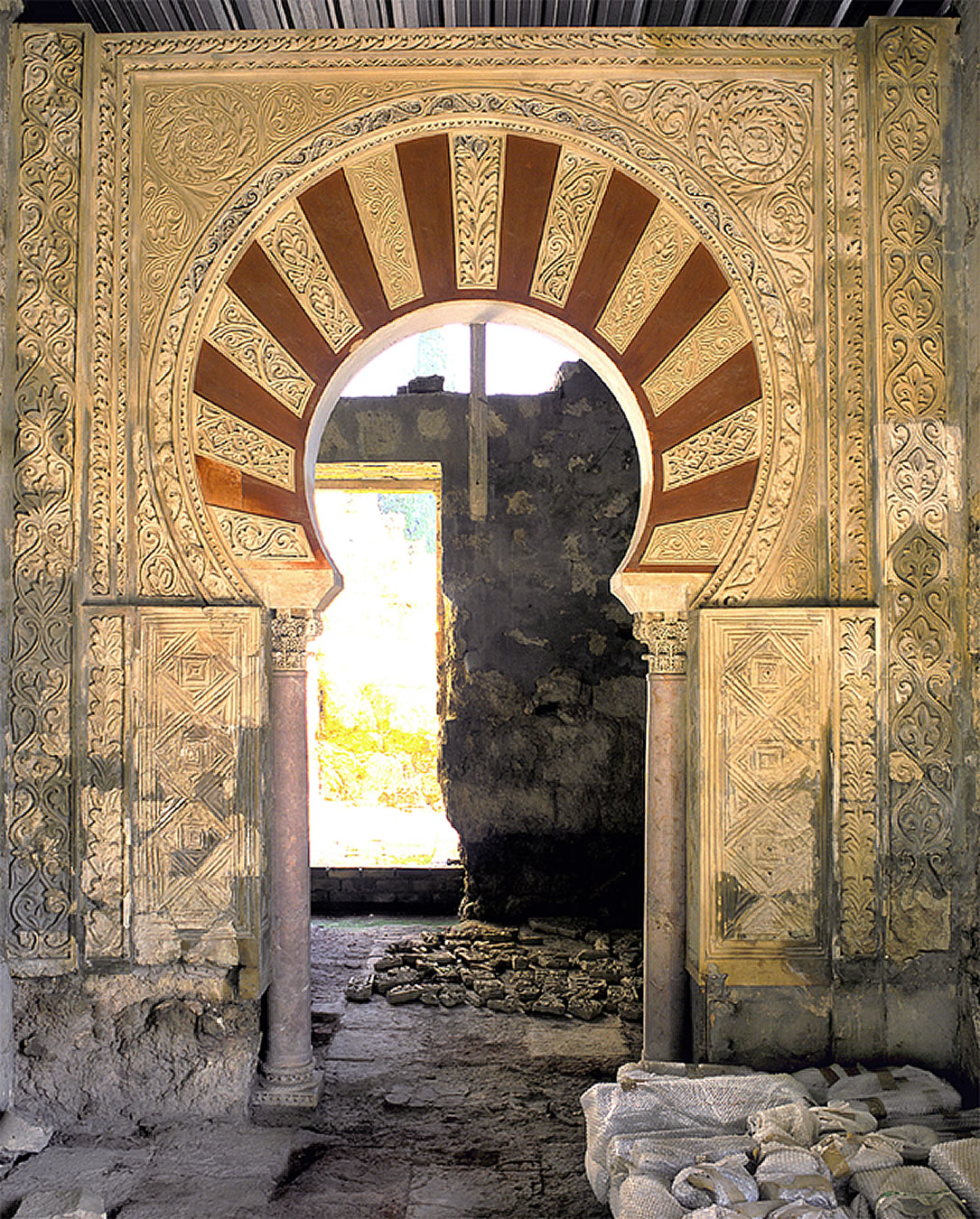
La casa Reial
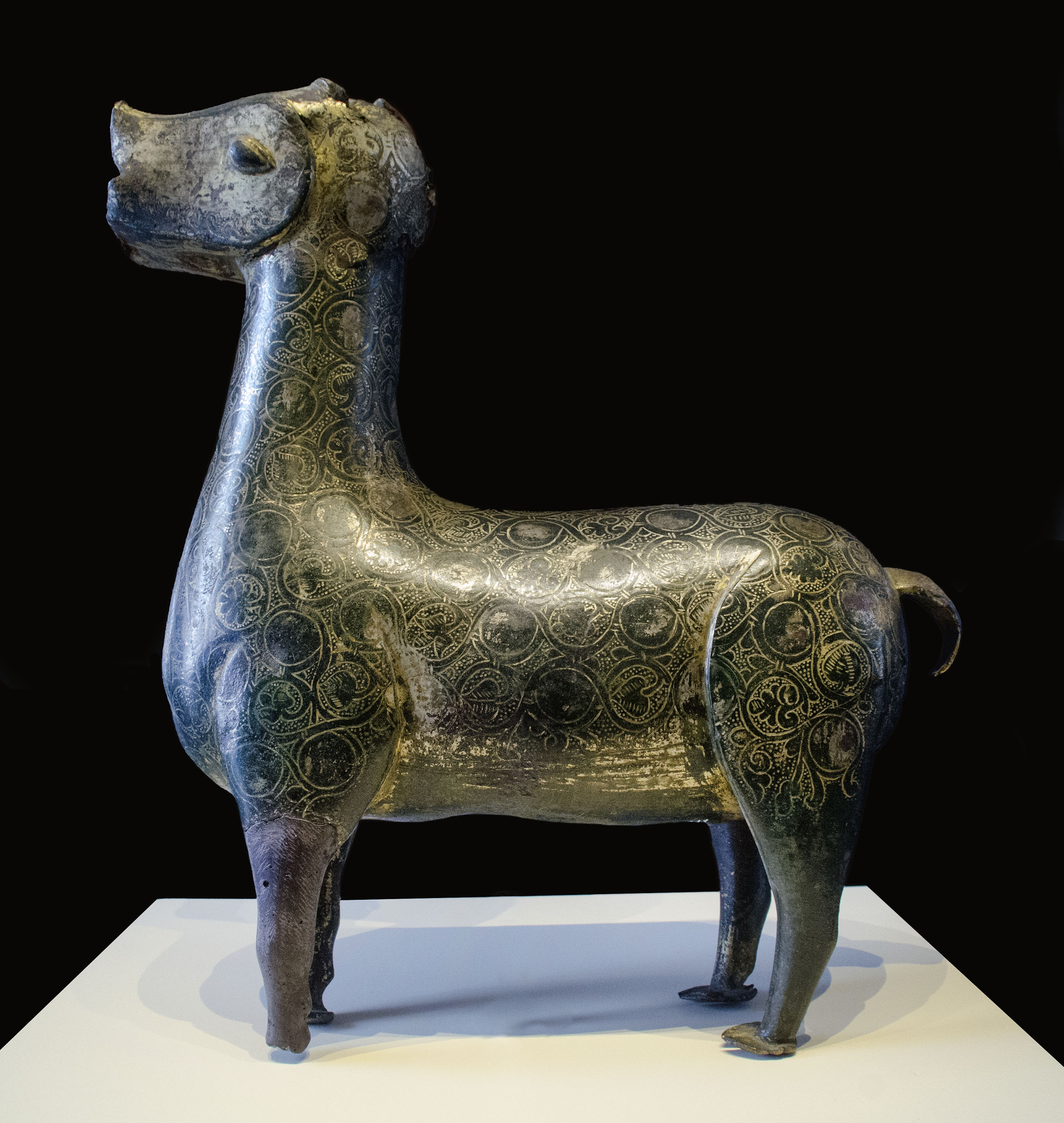
La cérvola de Madinat al-Zahra
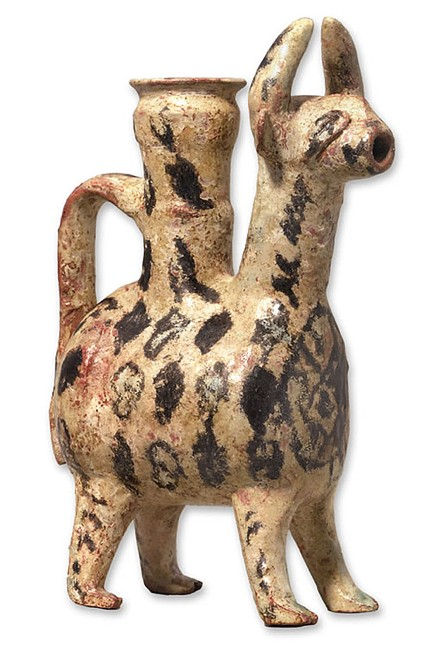
Ceràmica zoomorfa de Madinat al-Zahra
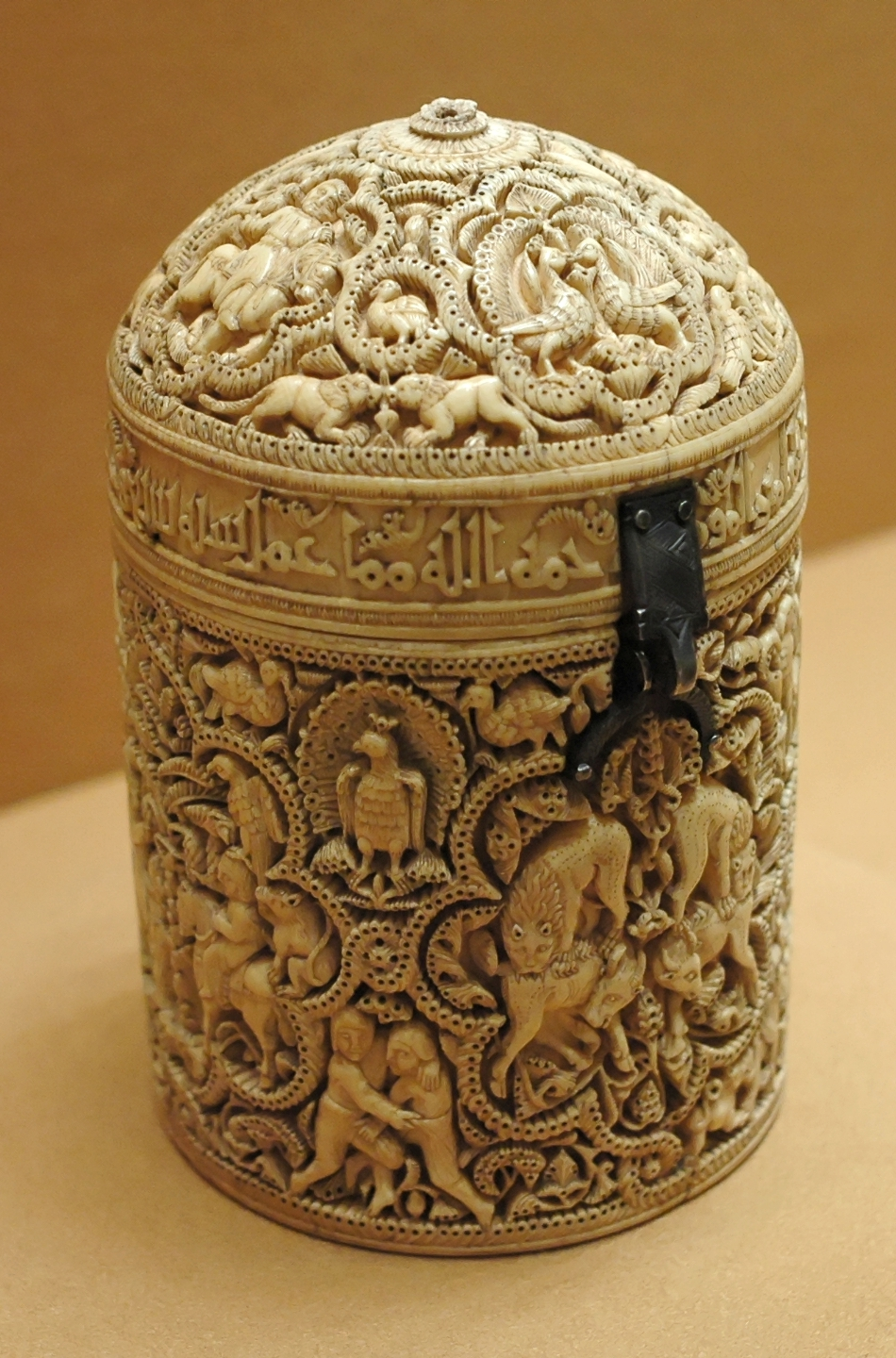
El píxide del príncep al-Mughira, exposat al Museu del Louvre, París
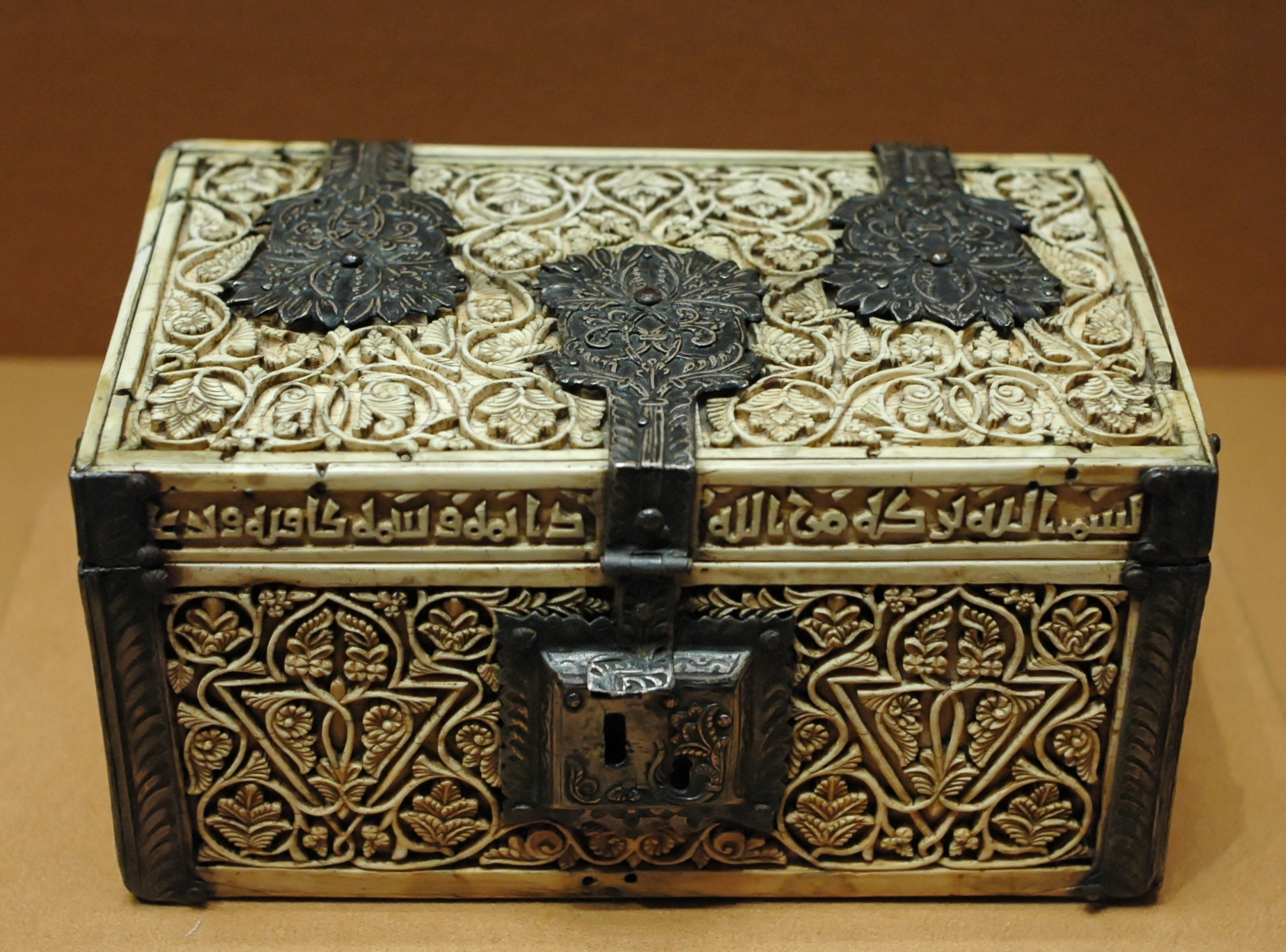
Caixa d'ivori al Louvre
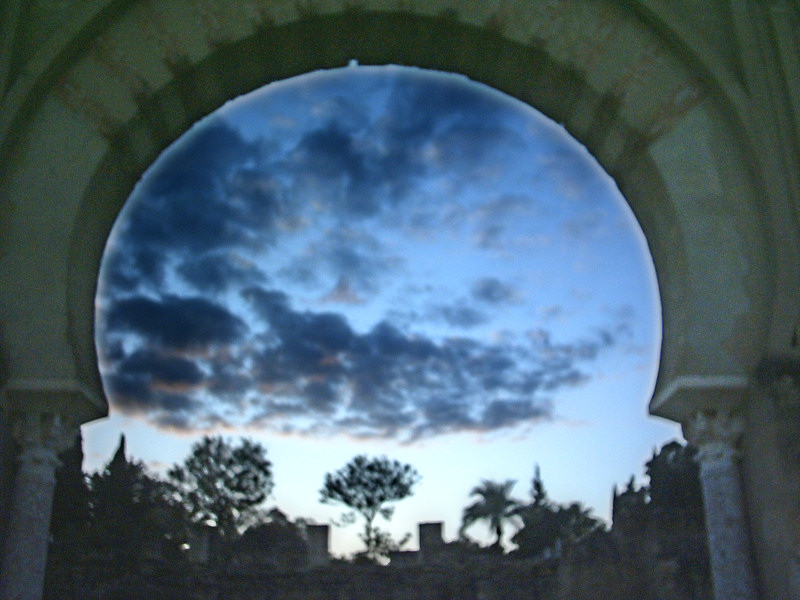
Gran pòrtic
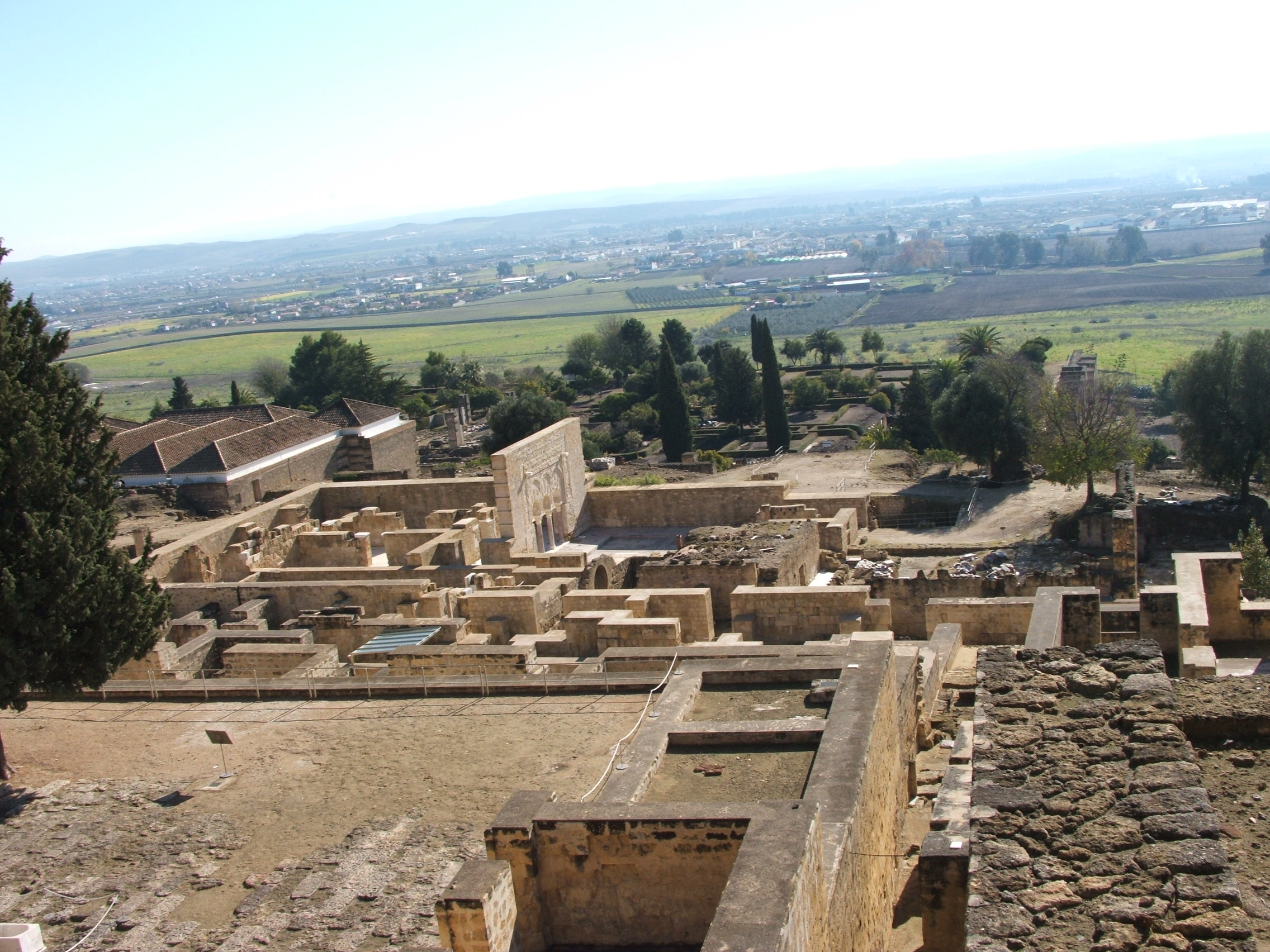
Còrdova des de Medina Azahara
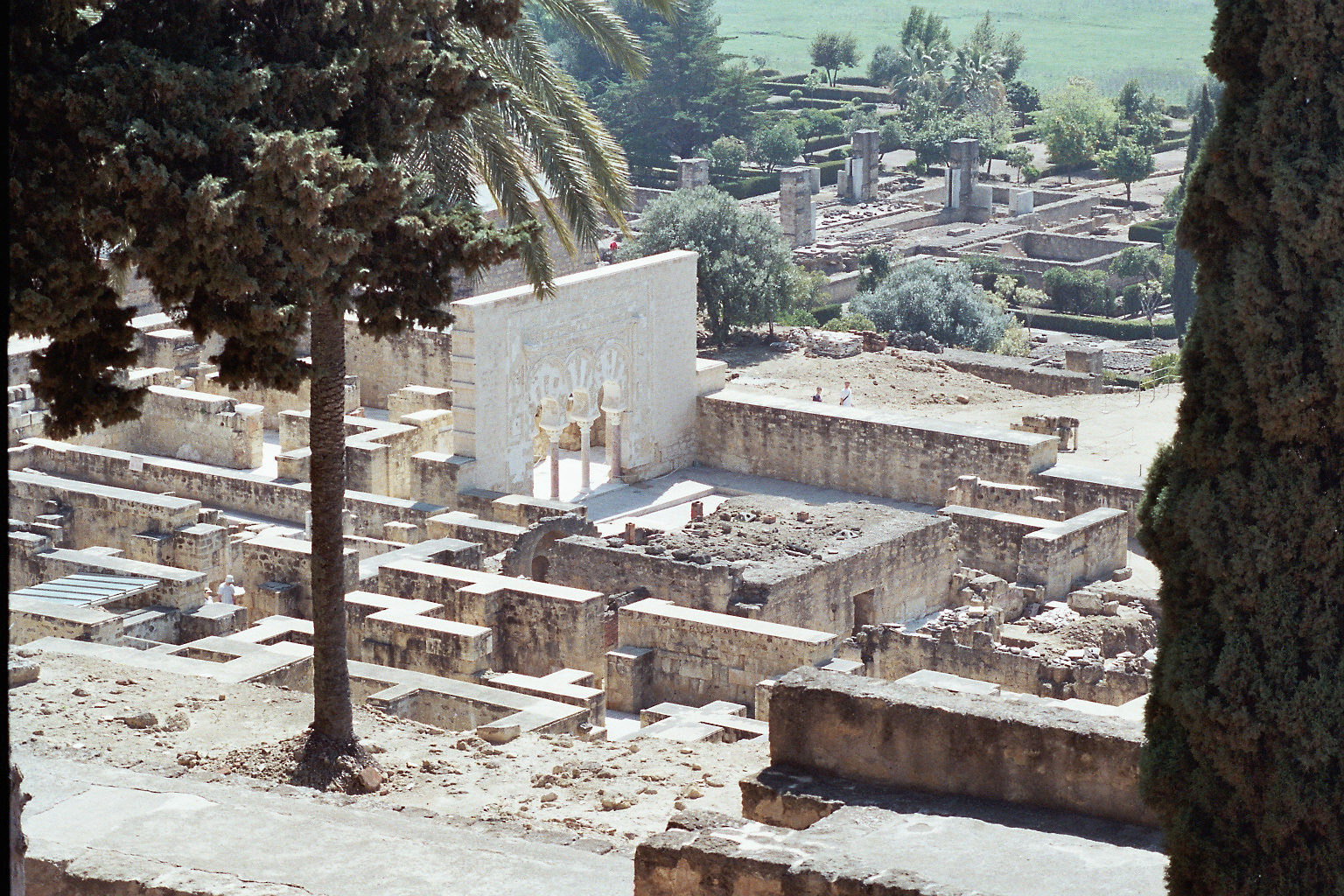
Conjunt